# Catalogue d'oiseaux
Catalogue d'oiseaux (Catálogo de aves, en español) es una serie de piezas para piano del compositor francés Olivier Messiaen. Fue comenzada en 1956 y terminada en 1958, estrenándose en 1958 en la Salle Gaveau de París por la pianista Yvonne Loriod. El catálogo tiene una duración aproximada de 2 horas y 45 minutos; siendo, después de su ópera, Saint François d’Assise, la segunda obra más larga de Messiaen.

## Contexto histórico
Messiaen es un compositor que conocía bien el piano, pero hasta cierta época era considerado sobre todo un compositor dedicado al órgano. Si bien sus obras tempranas de piano muestran un dominio del instrumento, no es sino hasta que conoce a la pianista Yvonne Loriod (quien había sido su alumna) que empieza a desarrollar obras más aventuradas y complejas para el piano. Las obras de la década de 1940, como Visions de l’Amen (1943) para dos pianos, Vingt regards sur l’Enfant-Jésus (1944) o Turangalîla-Symphonie (1948) para gran orquesta, piano y ondas Martenot, muestran la forma en que el piano se convierte en un instrumento con mayor protagonismo y al cual se le añadían mayores retos técnicos e intelectuales.
Por otro lado, Messiaen llevaba varias décadas recolectando material ornitológico. En 1952, tras conocer al naturalista Jacques Delamain, Messiaen comenzó a realizar más transcripciones de aves, sobre todo de especies que no conocía. Asimismo comenzó a ser más riguroso con sus anotaciones y a colocar el lugar preciso en el cual había registrado los sonidos. Aunque Messiaen prefería no usar grabaciones, comenzó a grabar los sonidos para poder escucharlos cada vez que quisiera, lo que facilitaba la transcripción de los mismos.

Olivier Messiaen, conocido por su gusto por las aves y sus sonidos, comenzó a compendiar sonidos de distintas aves, en 1956. Dichos sonidos fueron transformados en material compositivo, usando innovaciones en las transcripciones de las voces de las aves. Con respecto a los sonidos de las aves, Messiaen señaló: 
… Los pájaros son mis primeros y más grandes maestros. No he terminado de asistir a su escuela. Cada año, paso quince días en el campo en compañía de un ornitólogo ... 

### Obras de otros compositores
El uso del sonido de aves en las composiciones es un recurso compositivo común en la historia de la música. Antes de Messiaen, numerosos compositores habían realizado piezas que incluían este tipo de efectos. Un ejemplo de ello es el compositor barroco francés Louis-Claude Daquin, quien compuso Le Coucou, una pieza para clavecín en la que produce un sonido similar al del cuco con intervalos de tercera mayor.
Beethoven también usó el sonido del cuco, así como del ruiseñor y la codorniz en su Sinfonía n.º 6 "Pastoral", así como en sus canciones ‘Der Wachtelschlag’ (WoO129) y ‘Der Gesang der Nachtigal’ (WoO 141). Para imitar al ruiseñor, Beethoven usó notas cortas acentuadas que finalizan con trinos; para la codorniz, notas repetidas en un registro agudo, y para el cuco una tercera mayor descendente.

## Estilo compositivo
La transcripción que realizó Messiaen no era como se solían hacer las representaciones sonoras de aves en música. Los motivos de Messiaen tenían una finalidad descriptiva, y para ello también realizó textos programáticos que incluyó en el prefacio de cada pieza.
Messiaen ya había incluido transcripciones de voces de aves en otras obras, como en su pieza Oiseaux Exotiques (1956), pero el 'estilo oiseaux' alcanzado en el Catálogo era mucho más detallado y amplio, pues utilizó vocalizaciones de 77 aves distintas.

## Estructura
De las 77 aves utilizadas por Messiaen, las piezas están divididas en trece cahiers (cuadernos), los cuales están divididos en siete libros. La división de los cuadernos en los libros forma un palíndromo, pues están divididos de la siguiente manera: 3-1-2-1-2-1-3.
Para toda la estructura, Messiaen empleó números primos, lo cual no es casual, pues hacían alusión al trasfondo teológico, tan importante para el compositor. A esto, Amy Bauer lo denominó "el encanto de las imposibilidades".
Por otro lado, cada uno de los cuadernos tiene el nombre de un ave solista que es representativo de Francia. A su vez cada 'solista' es acompañado por otros sonidos de aves que se encuentran en la misma región. Un ejemplo de esto es el cuaderno IV. Le Traquet Stapazin (La collalba rubia), en el que se escuchan aves de la región de Rosellón, destaca como el solista la collalba rubia, acompañada de frases de otras aves, como el jilguero, la gaviota argéntea y la curruca tomillera.
En V. La Chouette Hulotte (El cárabo), Messiaen utiliza elementos de la música serial que connotan oscuridad, y se destacan los sonidos del cárabo, el búho chico y el mochuelo.
Los nombres de las piezas, con sus traducciones al español, son los siguientes, tal como aparecen en la partitura:

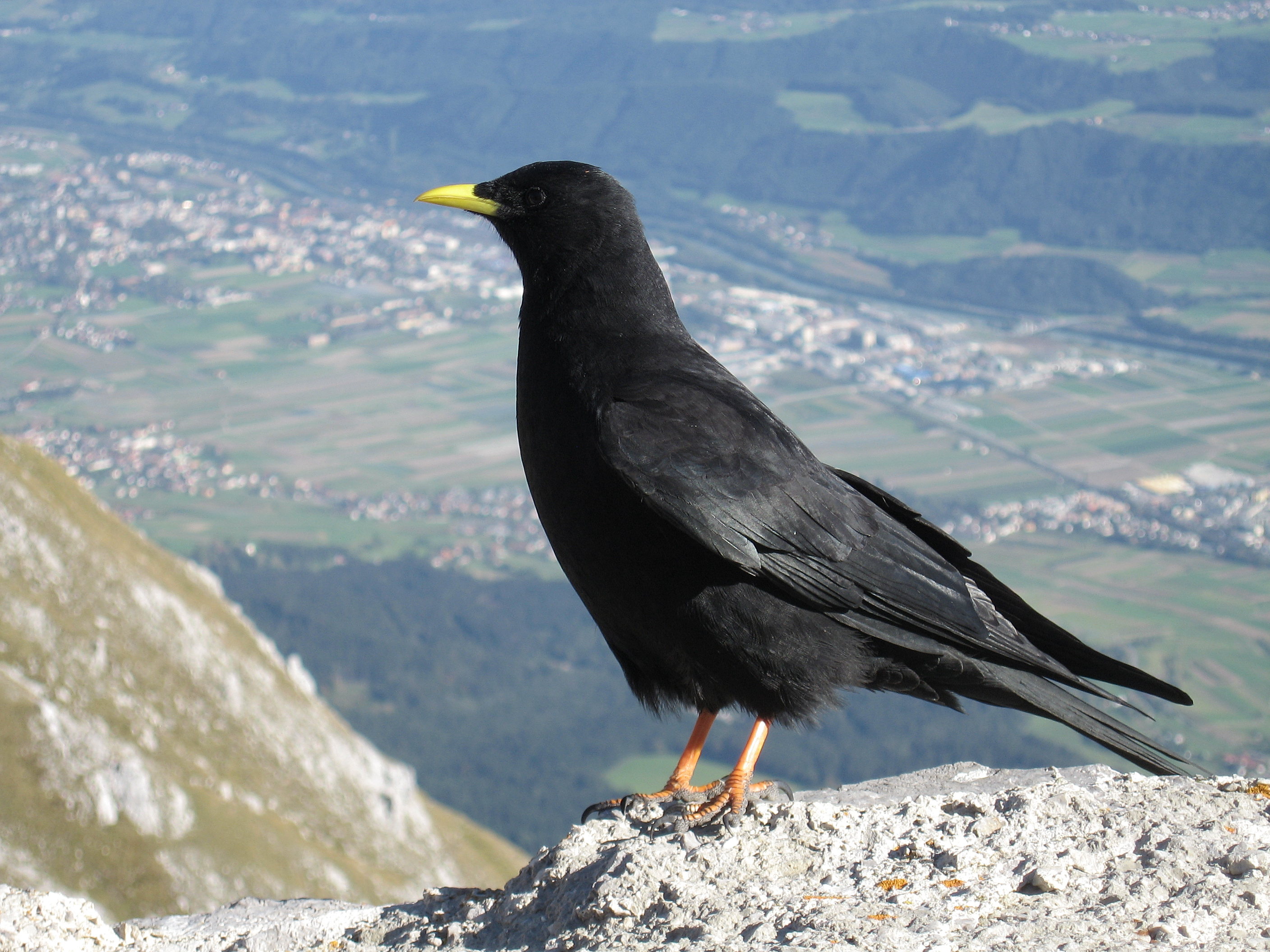
Ejemplar de pyrrhocorax graculus

### Libro 1
- I. Le Chocard des Alpes / La chova piquigualda (pyrrhocorax graculus)
- II. Le Loriot / La oropéndola (oriolus oriolus)
- III. Le Merle bleu / El roquero solitario (monticola solitarius)

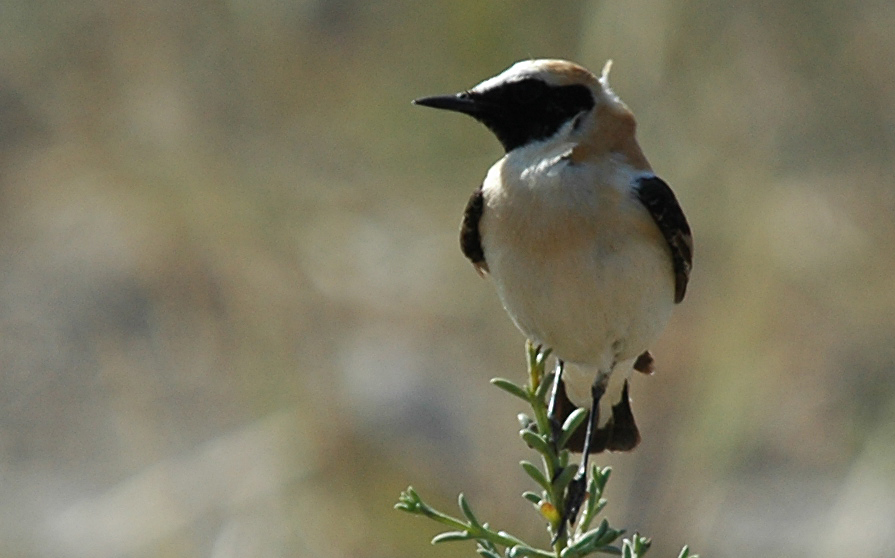
Ejemplar de oenanthe hispanica

### Libro 2
- IV. Le Traquet Stapazin / La collalba rubia (oenanthe hispanica)

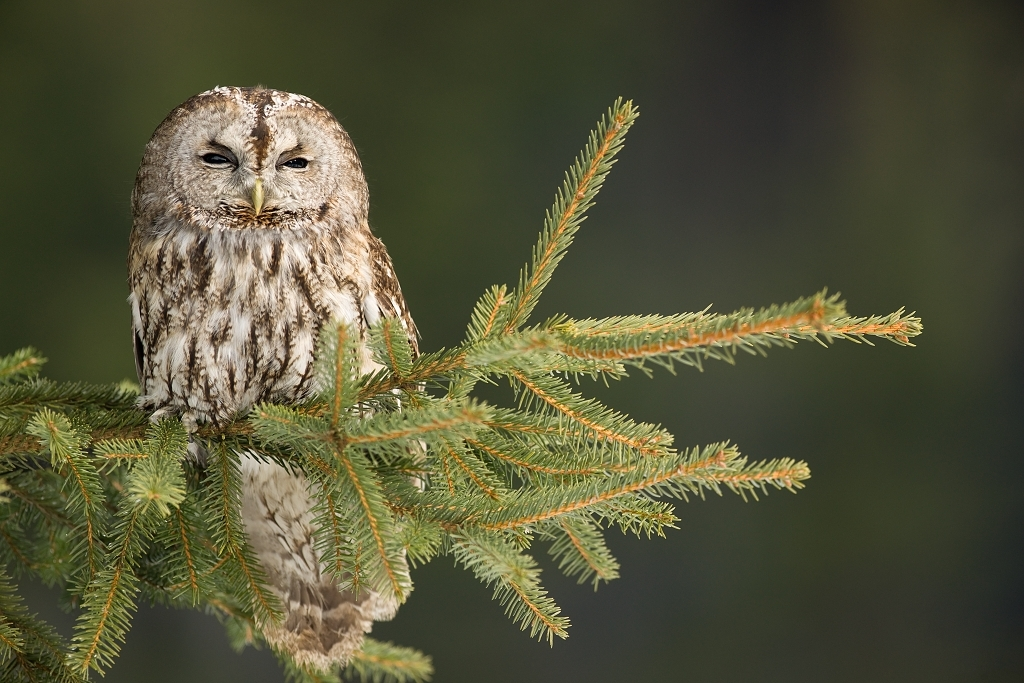
Ejemplar de strix aluco

### Libro 3
- V. La Chouette Hulotte / El cárabo (strix aluco)
- VI. L'Alouette Lulu / La [alondra] totovía (lullula arborea)

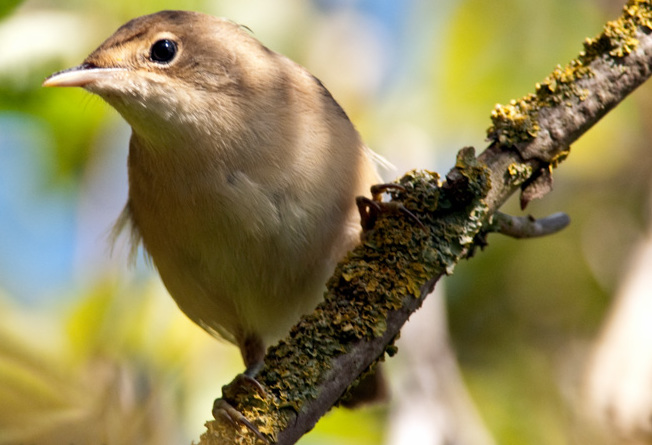
Ejemplar de acrocephalus scirpaceus

### Libro 4
- VII. La Rousserolle Effarvatte / El carricero común (acrocephalus scirpaceus)

### Libro 5
- VIII. L'Alouette Calandrelle / La terrera común (calandrella brachydactyla)
- IX. La Bouscarle / El ruiseñor bastardo (cettia cetti)

### Libro 6
- X. Le Merle de roche / El roquero rojo (monticola saxatilis)

### Libro 7
- XI. La Buse variable / El ratonero común (buteo buteo)
- XII. La Traquet rieur / La collalba negra (oenanthe leucura)
- XIII. Le Courlis cendré / El zarapito real (numenius arquata)

## Grabaciones
- Catalogue d'oiseaux / La Fauvette des jardins. Yvonne Loriod. Erato, 1988[7]
- Catalogue d'oiseaux. Håkon Austbø, piano. Fidelio, 1988[8]
- Catalogue d'oiseaux / La Fauvette des jardins. Anatol Ugorski, piano. Deutsche Grammophon, 1994 / 2003[9]
- Messiaen: Catalogue d'oiseaux. Momo Kodama, piano. Triton, 2011[10]
- Messiaen - Catalogue d'oiseaux. Pierre-Laurent Aimard, piano. Pentatone, 2018[11]
- Messiaen: Catalogue d'Oiseaux. Ciro Longobardi, piano. Piano Classics[12]